# Distanță Minkowski
Nu confundați cu metrica pseudoeuclidiană a spațiului Minkowski
Distanța Minkowski sau metrica Minkowski este o metrică într-un spațiu vectorial normat, care poate fi considerată ca o generalizare atât a distanței euclidiene, cât și a distanței Manhattan. Este numită după matematicianul german Hermann Minkowski.

## Definiție
Distanța Minkowski de ordinul {\displaystyle p} (unde {\displaystyle p} este un întreg) între două puncte
{\displaystyle X=(x_{1},x_{2},\ldots ,x_{n}){\text{ and }}Y=(y_{1},y_{2},\ldots ,y_{n})\in \mathbb {R} ^{n}}
este definită drept:
{\displaystyle D\left(X,Y\right)=\left(\sum _{i=1}^{n}|x_{i}-y_{i}|^{p}\right)^{\frac {1}{p}}.}
Pentru {\displaystyle p\geq 1,} distanța Minkowski este metrica care rezultă din inegalitatea lui Minkowski. Când {\displaystyle p<1,} distanța între {\displaystyle (0,0)} și {\displaystyle (1,1)} este {\displaystyle 2^{1/p}>2,} dar punctul {\displaystyle (0,1)} este la distanța {\displaystyle 1} de ambele aceste puncte. Deoarece aceasta nu corespunde inegalității triunghiului, pentru {\displaystyle p<1} nu este o metrică. Totuși pentru aceste valori se poate obține o metrică prin simpla omitere a exponentului {\displaystyle 1/p.} Metrica rezultantă este o F-normă.
De obicei distanța Minkowski este folosită cu {\displaystyle p} 1 sau 2, care corespund distanței Manhattan, respectiv distanței euclidiene. În cazul limită când {\displaystyle p} tinde la infinit, se obține distanța Cebîșev:
{\displaystyle \lim _{p\to \infty }{\left(\sum _{i=1}^{n}|x_{i}-y_{i}|^{p}\right)^{\frac {1}{p}}}=\max _{i=1}^{n}|x_{i}-y_{i}|.}
Similar, când {\displaystyle p} tinde spre infinitul negativ, se obține:
{\displaystyle \lim _{p\to -\infty }{\left(\sum _{i=1}^{n}|x_{i}-y_{i}|^{p}\right)^{\frac {1}{p}}}=\min _{i=1}^{n}|x_{i}-y_{i}|.}
Distanța Minkowski poate fi văzută și ca un multiplu al mediei generalizate a diferențelor dintre componentele {\displaystyle P} și {\displaystyle Q.}
Următoarele figuri arată cercurile unitare (mulțimea tuturor punctelor care se află la distanța de o unitate față de centru) pentru diferite valori ale {\displaystyle p}: